# GL Virginis

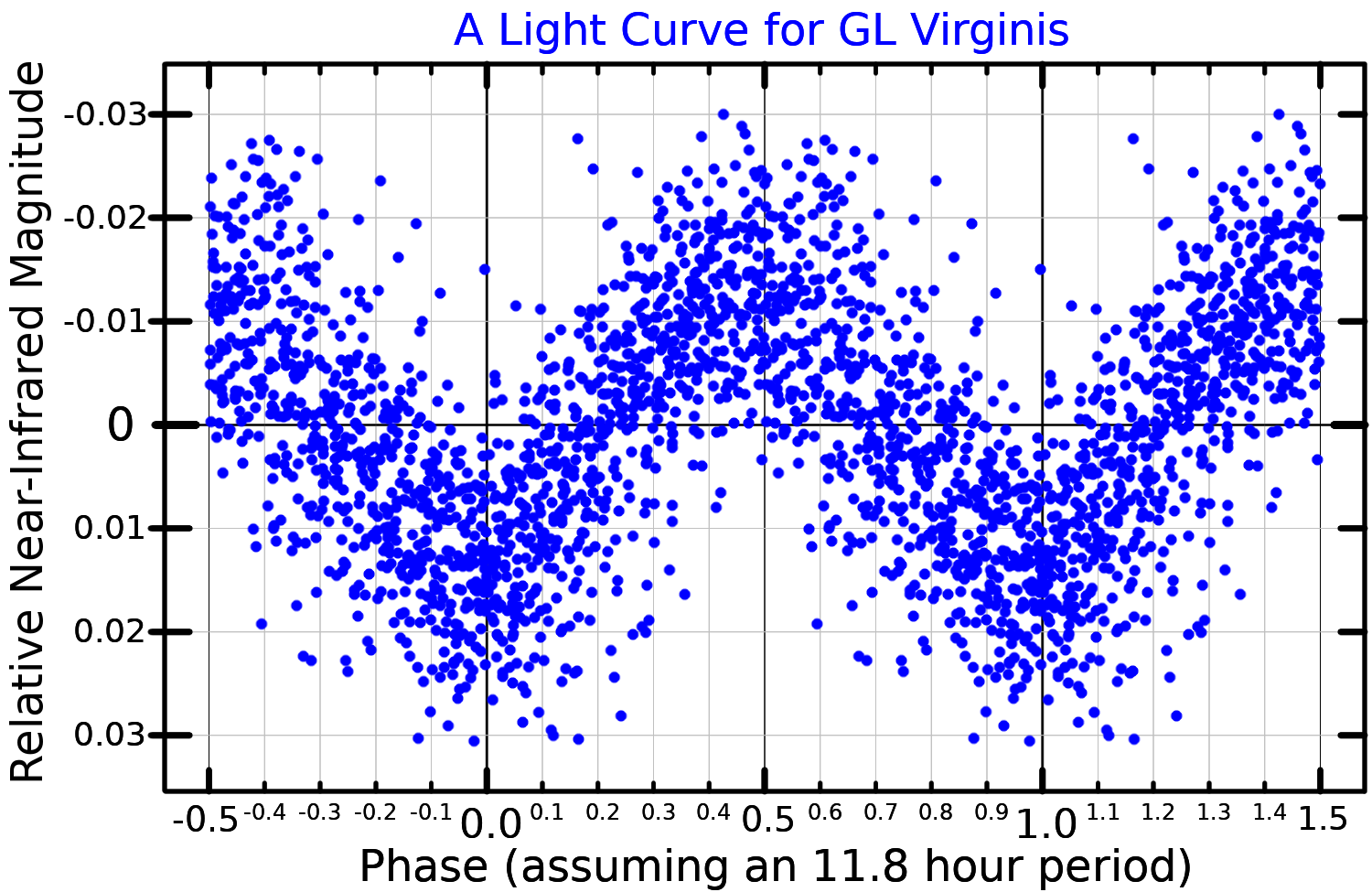
Lichtkromme van GL Vir

GL Virginis is een vlamster met een spectraalklasse van M4.5Ve. De ster bevindt zich 21,08 lichtjaar van de zon.